# Endoxyla cinereus
Endoxyla cinereus — крупная ночная бабочка из семейства Древоточцы. Считается самой тяжёлой бабочкой в мире — самки весят до 26 — 30 г.

## Описание
Передние крылья бабочки от серо-коричневых до тёмно-серых с мраморным рисунком и неясными расплывчатыми серо-белыми пятнышками, а также тёмными поперечными волнистыми линиями. Задние крылья тёмно-коричневые. Размах крыльев до 22—23 см. Жилкование крыльев примитивное.

## Ареал
Австралия (Квинсленд, Новый Южный Уэльс) и Новая Зеландия

## Биология
Имаго не питается и живёт за счет запаса питательных веществ, накопленных в стадии личинки. Активны в сумерках и ночью. Гусеницы довольно крупные с несколько уплощённой головой и хорошо развитым ротовым аппаратом, голые, мясистые. Гусеницы — ксилофаги, ведущие скрытый образ жизни. Они прогрызают ходы в стволах и питаются древесиной различных видов эвкалиптов (Eucalyptus).